# 六面体

一例（正六面体、立方体）

六面体（ろくめんたい、英: hexahedron）とは、6つの平面図形で囲まれた立体のことである。特に、6つの面がどれも正方形であるものを立方体又は正六面体と呼び、これは最もよく知られている。

## トポロジー的分類
六面体の形状を、各面の隣接関係によりトポロジー的に分類すると、全部で10種類となる。以下にその形状を列挙するが、番号は仮に付けたものである。これらのうちで凸に作りうるものは7種類に限られ、残りの3種類（8,9,10）は凹（非凸）にしか作ることができない。
1. 6つの四角形。 - 立方体、直方体、平行六面体、四角柱、四角錐台、ねじれ双三角錐など、計量的性質によって様々に呼び分けるのが普通である。
2. 6つの三角形。 - 双三角錐であるか、三角錐の一面を内側に三角錐状に凹ませてできる凹立体（いわば広義の双三角錐）である。
3. 1つの五角形と5つの三角形。 - 五角錐である。
4. 1つの五角形と2つの四角形と3つの三角形。
5. 2つの五角形と2つの四角形と2つの三角形。
6. 4つの四角形と2つの三角形。
7. 2つの四角形と4つの三角形。 - 四角形面どうしが1辺で接するので、次行とは区別される。
8. 2つの四角形と4つの三角形。 - 必ず凹である。凹四角形面どうしが離れた2点で接するという特徴をもつ。
9. 2つの五角形と4つの三角形。 - 必ず凹である。凹五角形面どうしが1辺とその延長上の1点で隣接するという特徴をもつ。
10. 2つの六角形と4つの三角形。 - 必ず凹である。凹六角形面どうしが同一直線上の2辺で隣接するという特徴をもつ。

ジョンソンの立体、即ち正多角形の面だけで実現できる凸なものは、1（立方体）、2（デルタ六面体）、3（正五角錐）の3種類のみである。
3,7,8 は頂点の数が6つであるから双対も六面体であるが、実は（トポロジー的には）自己双対でもある。

### 図

1（特に立方体）
2（特に双三角錐）
3（五角錐）
4
5
6
7
7の鏡像
8
9
10